# Anna Gasper
Anna Gasper (Köln, 1997. január 3. –) német korosztályos válogatott női labdarúgó, aki jelenleg az 1. FFC Turbine Potsdam játékosa.

## Pályafutása
2002-ben kezdődött a labdarúgó karrierje, amikor is csatlakozott a DJK Südwest Köln csapatához. 2011-ben került a Bayer Leverkusen korosztályos csapataihoz. 2013. október 13-án mutatkozott be az első csapatban az élvonalban, a 70. percben váltotta csereként Rebecca Knaak-ot az 1. FFC Turbine Potsdam ellen.
2014. február 16-án az MSV Duisburg ellen első alkalommal lépett kezdőként a pályára. szeptember 7-én az FF USV Jena ellen megszerezte első gólját a bajnokságban.
2016 júliusában aláírt a szintén német Turbine Potsdam csapatához.
A 2019–2020-as szezonban kölcsönjátékosként az osztrák Altera Porta csapatához került, majd szerződése lejártával Bécsben maradt és az USC Landhaus Wien gárdáját erősítette a továbbiakban. Egy évvel később a Landhaus és az Austria egyesülésével már az Austria Wien neve alatt tűnt fel a neve.
2023. január 23-án a Benfica hivatalos oldalán jelentette be érkezését a portugál élcsapathoz.

## Statisztika
2019. december 1-jei állapotnak megfelelően
| Klub                   | Szezon           | Bajnokság | Bajnokság | Kupa  | Kupa  | Nemzetközi | Nemzetközi | Összesen | Összesen |
| Klub                   | Szezon           | Mérk.     | Gólok     | Mérk. | Gólok | Mérk.      | Gólok      | Mérk.    | Gólok    |
| ---------------------- | ---------------- | --------- | --------- | ----- | ----- | ---------- | ---------- | -------- | -------- |
| Bayer Leverkusen       | 2013–14          | 5         | 0         | 0     | 0     | -          | -          | 5        | 0        |
| Bayer Leverkusen       | 2014–15          | 17        | 2         | 2     | 0     | -          | -          | 19       | 2        |
| Bayer Leverkusen       | 2015–16          | 19        | 1         | 3     | 0     | -          | -          | 22       | 1        |
| Bayer Leverkusen       | Összesen         | 41        | 3         | 5     | 0     | 0          | 0          | 46       | 3        |
| 1. FFC Turbine Potsdam | 2016–17          | 14        | 2         | 1     | 0     | -          | -          | 15       | 2        |
| 1. FFC Turbine Potsdam | 2017–18          | 20        | 2         | 4     | 1     | -          | -          | 24       | 3        |
| 1. FFC Turbine Potsdam | 2018–19          | 22        | 3         | 3     | 1     | -          | -          | 25       | 4        |
| 1. FFC Turbine Potsdam | 2019–20          | 10        | 2         | 2     | 2     | -          | -          | 12       | 4        |
| 1. FFC Turbine Potsdam | Összesen         | 66        | 9         | 10    | 4     | 0          | 0          | 76       | 13       |
| Karrier összesen       | Karrier összesen | 107       | 12        | 15    | 4     | 0          | 0          | 122      | 16       |